# Dämman, Esbo
För andra betydelser, se Dämman.
Dämman eller Därnman är en sjö i Finland. Den ligger i kommunen Esbo i landskapet Nyland, i den södra delen av landet, 19 km väster om huvudstaden Helsingfors. Dämman ligger 31 meter över havet. I omgivningarna runt Dämman växer i huvudsak barrskog. Arean är 10,4 hektar och strandlinjen är 2,07 kilometer lång. Sjön  ingår i Finska vikens kustområde. 